# Diócesis de Curlandia
La diócesis de Curlandia (en latín: Dioecesis Curoniensis, en alemán: Bistum Kurland y en letón: Kurzemes bīskapija) fue una circunscripción eclesiástica de la Iglesia católica en Letonia. Fue suprimida de hecho al renunciar su último obispo católico en 1560. Se trataba de una diócesis latina, sufragánea de la arquidiócesis de Riga. Además de su función episcopal, los obispos de Curlandia tenían poder temporal, ya que Curlandia era un principado eclesiástico dentro del Sacro Imperio Romano Germánico, el principado episcopal de Curlandia.

## Territorio y organización

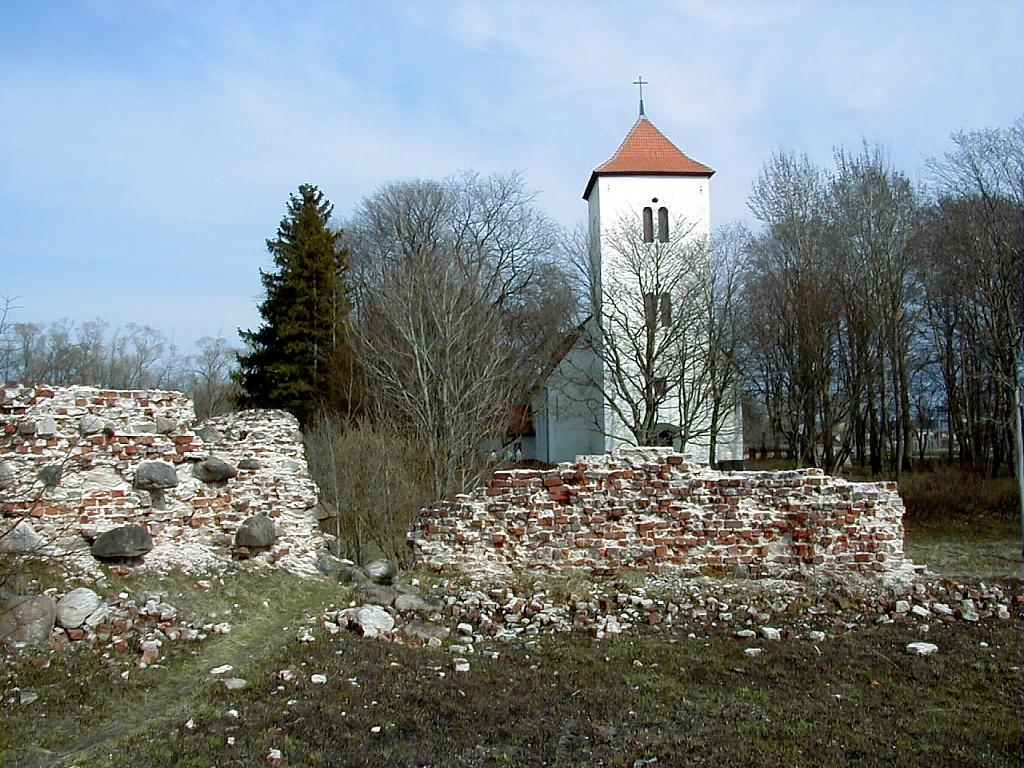
Ruinas del Castillo de Piltene, sede de la diócesis

La diócesis extendía su jurisdicción sobre los fieles católicos de rito latino residentes en la región occidental de la actual Letonia con costas en el mar Báltico. Estaba formada por tres enclaves dentro de la Confederación Livonia (Piltene, Aizpute y Saxley). 
La sede de la diócesis se encontraba en la ciudad de Piltene (actual Ventspils), en donde se hallan las ruinas del castillo episcopal. El cabildo de la catedral se trasladó a Hasenpoth (actual Aizpute) en el siglo XIV.

## Historia
En la Edad Media los curlandeses o curonianos habitaban Curlandia y tenían fuertes conexiones con la población de otras áreas costeras alrededor del mar Báltico. En 1230 Lammechinus o Lamekinas, duque de Curoni o Curlandia Occidental hizo un acuerdo con el vicelegado del papa Gregorio IX, Balduino de Alna (Baudoin d'Aulne), sobre la conversión voluntaria al cristianismo de su pueblo, otorgándoles así los mismos derechos que la gente de la isla de Gotland. Balduino de Alna había sido enviado por el papa al arzobispado de Riga con la tarea de resolver los desacuerdos que surgieron después de la muerte del obispo Albert von Buxhövden entre la arquidiócesis y los Hermanos Livonios de la Espada. En septiembre de 1234 el monje dominico Engelbert fue nombrado primer obispo de Curlandia. En 1242 Curlandia quedó bajo el control de la Orden Teutónica tras su fusión con la Orden de los Hermanos Livonios de la Espada en 1237, que pasó a ser la rama livonia de la primera, que era alemana. La región pasó a formar parte de la Confederación Livona (Terra Mariana). El legado papal Guillermo de Módena dividió la tierra de la diócesis en tres tercios en 1245, para la rama livonia de la Orden Teutónica, el obispo y el cabildo de la catedral. 
En 1253 Curlandia se dividió entre el obispado de Curlandia y la rama livonia de la Orden Teutónica. En 1255 la diócesis se incorporó a la provincia eclesiástica de Riga. Después de una feroz derrota ante los samogitios en la Batalla de Durbe en 1260, el obispo Heinrich de Lützelburg dejó Curlandia en 1263, y el nuevo obispo Edmund de Werth, O.T. no regresó a su diócesis hasta 1290 luego de la supresión de las insurgencias de Curlandia y Semigalia. El establecimiento de un cabildo catedralicio fue llevado a cabo por primera vez por el obispo Edmund von Werth en 1290. Se incorporó, como la diócesis, a la Orden Teutónica, por lo que sólo podían pertenecer a ella los hermanos sacerdotales de la orden. Sólo en Hasenpoth y Piltene se desarrollaron centros urbanos pequeños.
En enero de 1521 el obispo de Curlandia adquirió el título de príncipe del Sacro Imperio Romano Germánico. 

### Reforma protestante y supresión
Después de que la guerra livonia comenzara en enero de 1558 con la invasión rusa de Iván el Terrible, los estados de Livonia se reunieron en Dorpat en junio de 1558. Allí, el príncipe obispo de Curlandia y de Ösel-Wiek, Johann von Munchausen, abogó por recurrir a Dinamarca en busca de ayuda, y no a los reinos cercanos de Polonia-Lituania o Suecia. Sin embargo, después de que los estados pidieran el apoyo de Suecia, conquistó la ciudad y el castillo teutónico de Reval en nombre del rey danés y fue nombrado gobernador de Estonia. 
En septiembre de 1559 el príncipe-obispo Johann von Munchausen (último en comunión con la Santa Sede) envió a su hermano al Reino de Dinamarca en busca de protección ante el peligro de una invasión rusa. En virtud de un acuerdo firmado el 26 de septiembre de 1559 con el rey Federico II de Dinamarca, a cambio de la concesión de un crédito y de la garantía danesa de protección, el obispo concedió al rey danés la potestad de nombrar al obispo de Ösel-Wiek, lo que en la práctica equivalía a la venta del principado episcopal por 30 000 táleros y a su renuncia como obispo.
Federico II cedió estas posesiones el 15 de abril de 1560 a su hermano Magnus de Holstein, quien, como él, era luterano, bajo la condición de que renunciara a sus derechos de sucesión en los ducados de Schleswig y Holstein. Magnus llegó con un ejército mercenario a Ösel y el obispo Munchausen entregó el principado y renunció. En mayo de 1560 el rey danés también compró los derechos del obispo de Curlandia al coadjutor Ulrich Bär, quien según el derecho canónico debería haberse convertido en el nuevo obispo de Curlandia después de la muerte o renuncia del obispo. En febrero de 1561 Magnus, ya obispo de las dos diócesis secularizadas, regresó a Dinamarca en busca del apoyo militar del rey, quien se lo concedió a cambio de que toda la autoridad ejecutiva estuviera en manos de un gobernador de designación real. En mayo de 1561 Magnus regresó a sus diócesis.
El 28 de noviembre de 1561 el Tratado de Riga dispuso la secularización de la Orden Livonia y el fin de la Terra Mariana o Confederación Livonia. En 1562 Curlandia se transformó en el Ducado de Curlandia y Semigalia como estado vasallo bajo el Gran Ducado de Lituania, pero no incluyó la zona gobernada por el obispo Magnus.
El obispo Munchausen viajó a Dinamarca y luego a Alemania, en donde para 1566 ya era un predicador luterano y murió el 23 de enero de 1572.
Después de la muerte sin heredero de Magnus en 1583, a causa del principado episcopal de Curlandia estalló una guerra entre Dinamarca y la Confederación Polaco-Lituana, ya que Magnus había prometido cederles el territorio en 1577. El 30 de abril de 1585 mediante el Tratado de Kronborg Dinamarca vendió por 30 000 táleros el obispado de Curlandia a la Confederación, que lo incluyó en el Ducado de Curlandia. Por falta de dinero, el distrito de Piltene quedó en manos de Prusia hasta 1609.
Desde 1611 fue administrada como parte del Ducado de Livonia por la Confederación Polonia-Lituania y desde 1617 fue llamada la diócesis de Piltene. En 1656 el duque de Curlandia compró los derechos de gobernación sobre el distrito de Piltene, que, sin embargo, conservó un estatus legal especial. 
El rey Esteban I Báthory (rey de Polonia y duque de Livonia desde 1576), asistido por los jesuitas, promovió una nueva campaña de evangelización para devolver el catolicismo al Ducado de Livonia. En el curso de esto, creó la Livonia con sede en Wenden en 1582. La diócesis de Wenden fue erigida canónicamente el 1 de mayo de 1585 mediante la bula Aequum et rationi del papa Sixto V. Estuvo inmediatamente sujeta a la Santa Sede hasta 1621, cuando se convirtió en sufragánea de la arquidiócesis de Gniezno.
Un siglo más tarde, el 15 de enero de 1685, la diócesis de Curlandia (Piltensis seu Curonensis), evidentemente vacante, se unió aeque principaliter a la diócesis de Wenden. En 1717 la membresía de Polonia-Lituania (voivodato de Livonia) se impuso una vez más antes de que toda Curlandia se convirtiera en parte de Rusia en 1795.

## Episcopologio
- Hermann † (1219-1223 falleció)
- Engelbert † (1227-9 de septiembre de 1245 falleció)
- Heinrich von Lützelburg, O.F.M. † (1251-13 de febrero de 1263 nombrado obispo de Chiemsee)
- Edmund von Werth, O.T. † (5 de marzo de 1263-?)
- Johann I †
- Burkhard † (1300-1310 falleció)
- Paul † (5 de marzo de 1322-?)
- Johann II † (1326-?)
- Bernhard † (1330-circa 1332 falleció)
- Johann III † (1332-circa 1353 falleció)
- Ludolf † (14 de marzo de 1354-circa 1359 falleció)
- Jakob † (25 de enero de 1360-1370 o 1371 falleció)
- Otto † (9 de junio de 1371-después de 1392 falleció)
- Rutger von Bruggenowe † (2 de junio de 1399-1403 falleció)
- Gottschalk Schutte † (12 de enero de 1405-después del 25 de octubre de 1424 falleció)
- Johann Tiergart, O.T. † (19 de enero de 1425-1456 falleció)
- Paul Einwald von Walteris † (20 de junio de 1457-enero de 1473 renunció)
- Martin Lewitz † (9 de julio de 1473-31 de enero de 1500 falleció)
- Michael Sculteti † (4 de mayo de 1500-4 de noviembre de 1500 falleció)
- Heinrich Basedow † (12 de febrero de 1501-1524 falleció)
- Hermann Ronneberg † (2 de marzo de 1524-después de 1537 falleció)
- Johann von Münchausen † (16 de julio de 1540-1560 renunció)